# Bruno Caneva
Carlo Bruno Caneva (* 2. Februar 1912; † 5. August 2003 in Mendoza) war ein italienischer Skispringer.

## Werdegang
Caneva gewann 1930 bei den italienischen Meisterschaften hinter Vitale Venzi die Silbermedaille. 1932 gewann er vor Antonio Rodeghiero und Mario Bonomo seinen ersten italienischen Meistertitel. Diesen Erfolg wiederholte er 1935.
1947 wanderte Caneva nach Argentinien aus, wo er mit 91 Jahren 2003 verstarb. Caneva hatte zwei Söhne und eine Tochter.